# Nalim
Nalim (nom de plume d’Amélie Juliette Milan, née à Vierzon le 6 janvier 1872 et morte en 1932) est une écrivaine française. Son style se situe entre Charles Dickens et la comtesse de Ségur. Sa sœur, Berthe, avec qui elle a vécu toute sa vie, était peintre et illustrait parfois ses œuvres. Très catholiques, elles œuvrèrent comme infirmières en hôpital militaire pendant la Première Guerre mondiale.
Son premier roman paraît à ses 30 ans. Suivront une vingtaine, la plupart publiés comme feuilletons dans Les Veillées des Chaumières, publication périodique des Éditions Gautier-Languereau.